# Le Bosc-Renoult

Le Bosc-Renoult este o comună în departamentul Orne, Franța. În 1 ianuarie 2022 avea o populație de 259 de locuitori.